# Eduardo de Robertis
Eduardo D. P. de Robertis (Buenos Aires, 11 de dezembro de 1913 - Buenos Aires, 31 de maio de 1988) foi um médico e biólogo argentino.
Dedicou-se à pesquisa da formação das células sexuais em anfíbios e a citologia hepática, além de explicar os mecanismos tiroideanos e de fazer uso do microscópio eletrônico na Argentina. Foi o descobridor dos microtúbulos no interior da célula, avanço que permitiu o aperfeiçoamento de muitas drogas acelerando o seu metabolismo.